# Evlija Cselebi-út

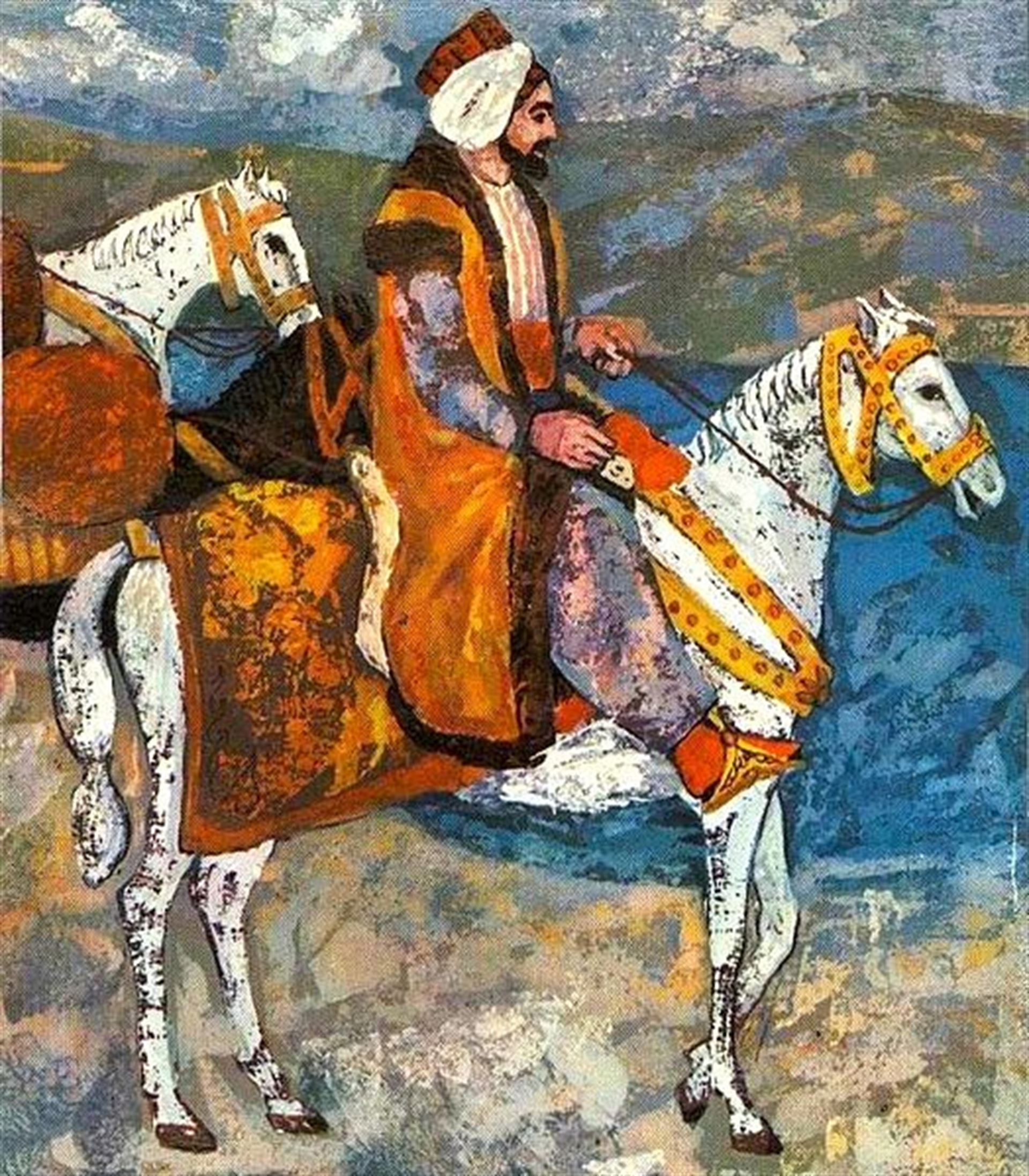
Evlija Cselebi

Az Evlija Cselebi-út egy kb. 600 km hosszú történelmi-kulturális túraútvonal, mely gyalogosan, lóháton és kerékpárral is bejárható Nyugat-Törökország területén, mely a Márvány-tenger déli partján álló Hersek (Yalova tartomány, Altınova körzet) falutól, a nyugat-anatóliai Simav (Kütahya tartomány, Simav körzet) városáig húzódik. Az útvonal többek között érinti İznik, Yenişehir, Inegöl, Kütahya, Afyonkarahisar, Uşak városokat is.

## Útvonal
Az útvonalat 2011-ben avatták fel török és angol tudósok, túrázók, lovasok, emléket állítva a híres ottomán-török utazó születésének 400. évfordulóján, mikor az UNESCO Evlija Cselebi életét és munkásságát ünnepelte. Mindkét nyelven kiadtak egy útikönyvet, mely gyakorlati tanácsokat tartalmaz a szálláshelyek, éttermek kapcsán, valamint az útleírások, térképek, fotók mellett a történelmi, építészeti háttérről is közöl információkat. Helyenként Evlija Cselebi 10 kötetes leírása, a Szejáhatnáme (Utazások könyve) is említésre kerül párhuzamos idézetekkel, valamint a ma látható érdekességeket megemlítve.

## Látnivalók az útvonal mentén
- Hersek:
- İznik: Aja Szófia (Ayasofya) Múzeum, Zöld (Yeşil) dzsámi, római kori amfiteátrum, Dikilitaş (Beştaş) obeliszk
- Yenişehir:
- Inegöl:
- Kütahya: kerámia (csempe) gyártás, ottomán kor előtti épületek, Evlija Cselebi óvárosi lovasszobra
- Afyonkarahisar: vár
- Uşak: Régészeti Múzeum (Karun kincs), közelében: Ulubey-kanyon
- Şaphane: Akdağ (2121 m) hegyi turizmus, Kocaseyfullah mecset (szeldzsuk korabeli)
- Simav:

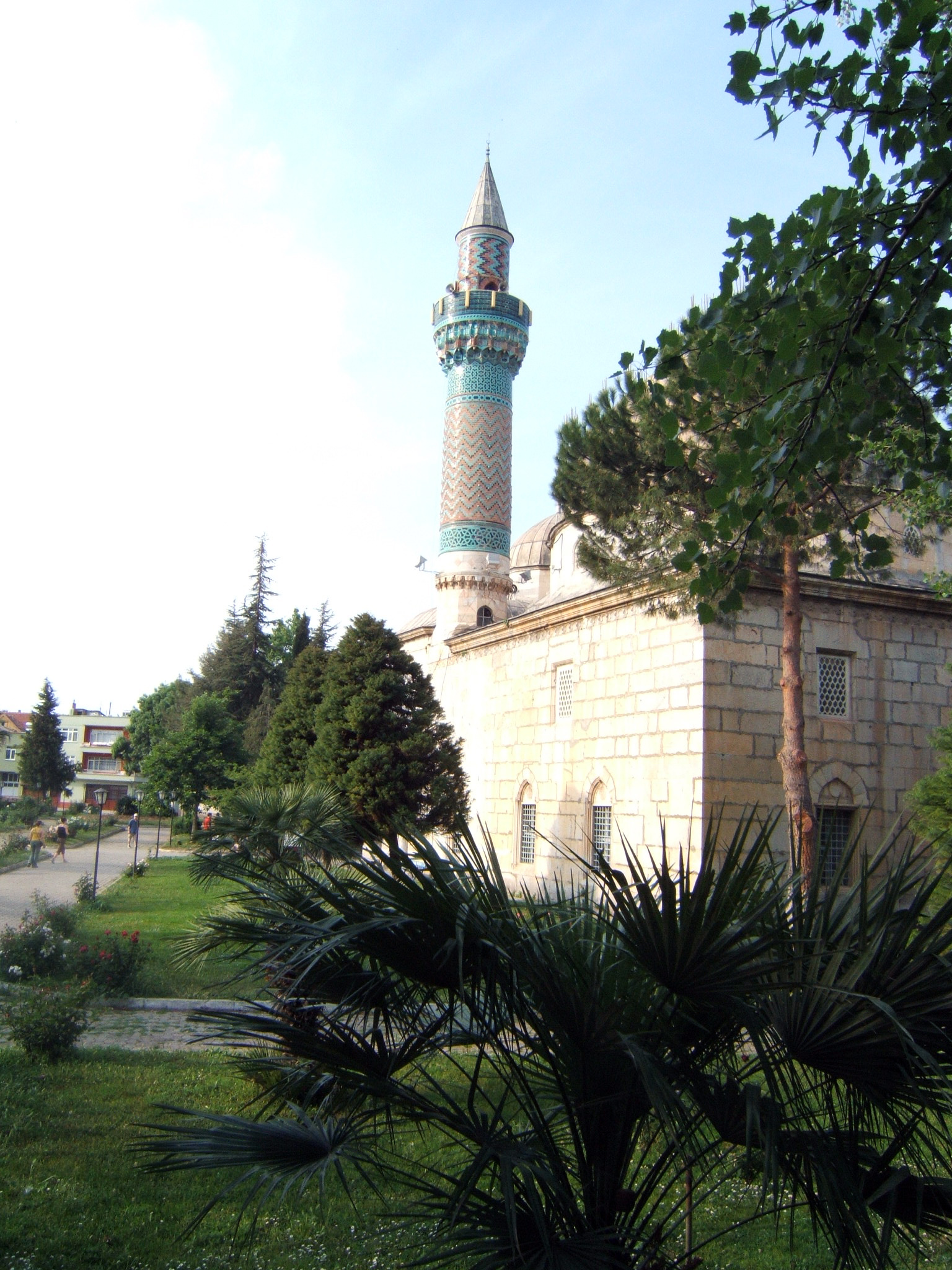
Zöld (Yeşil) dzsámi, İznik, Törökország
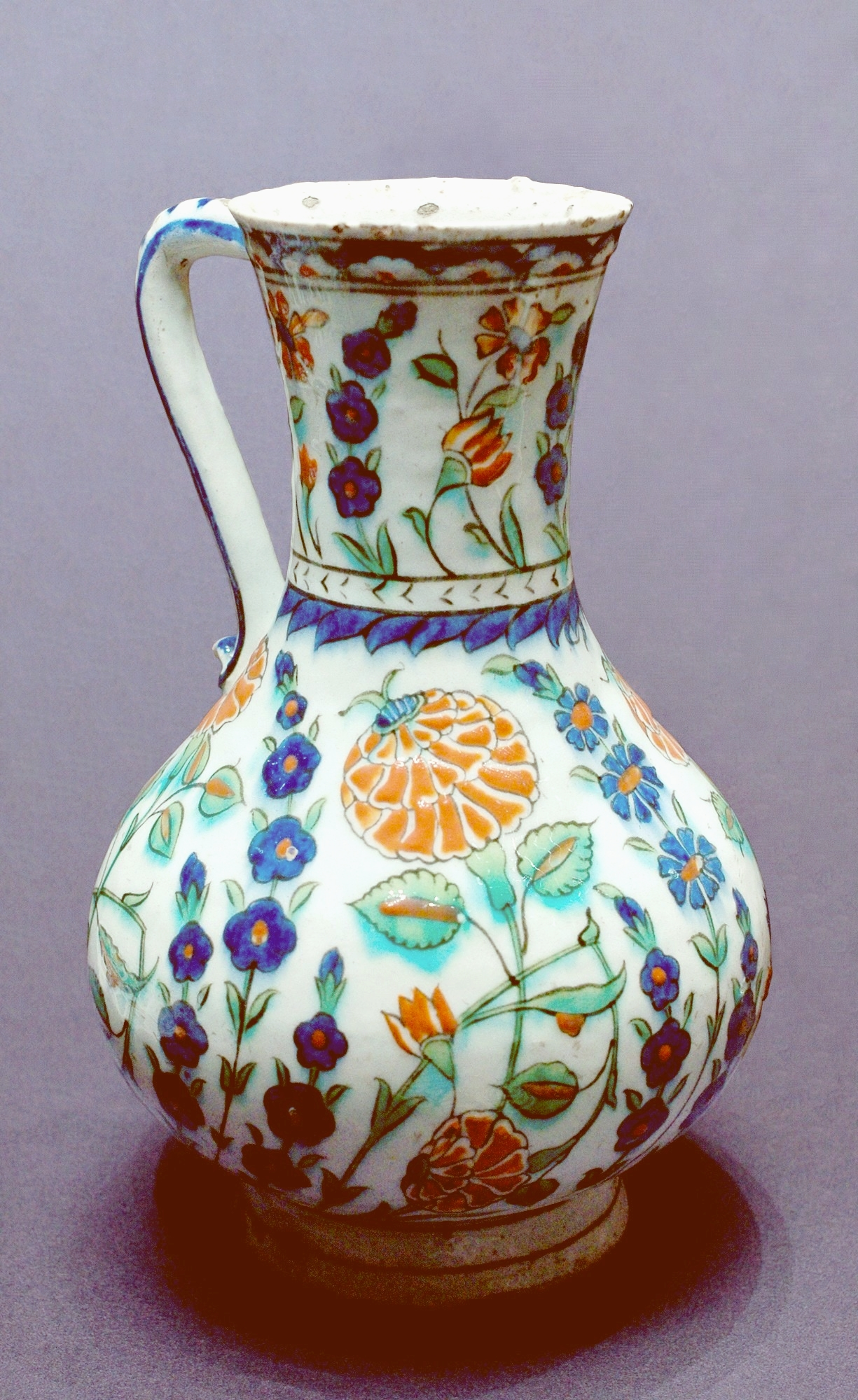
kerámiakancsó, Louvre, Franciaország
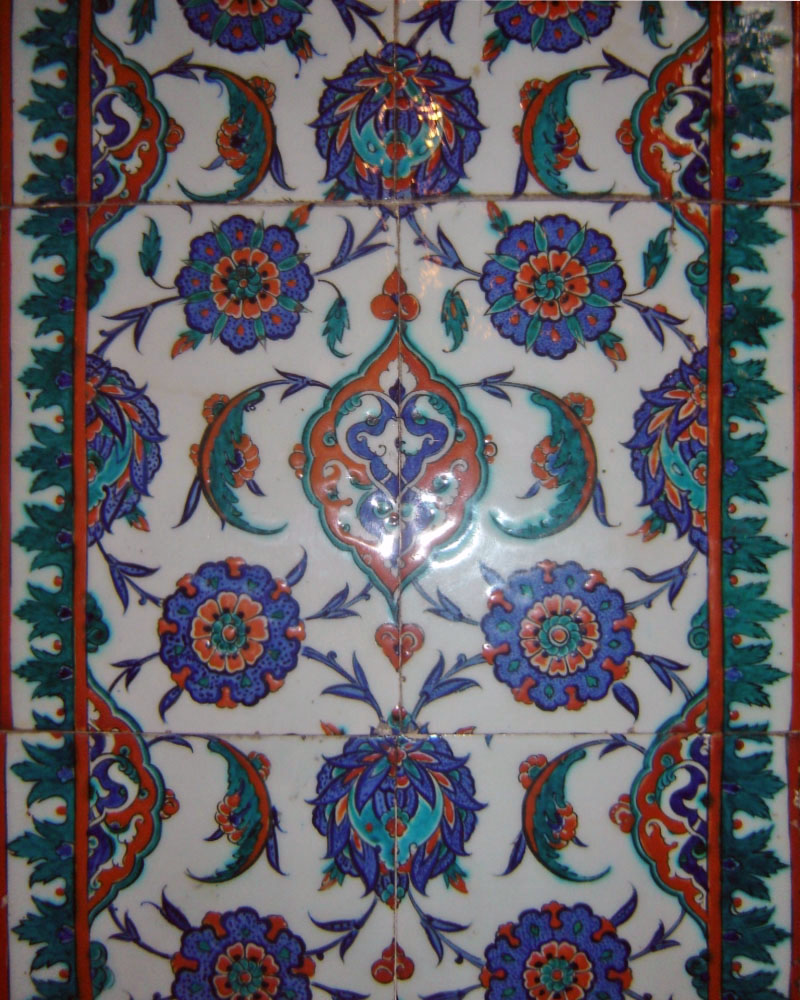
kerámiacsempe, İznik, Törökország
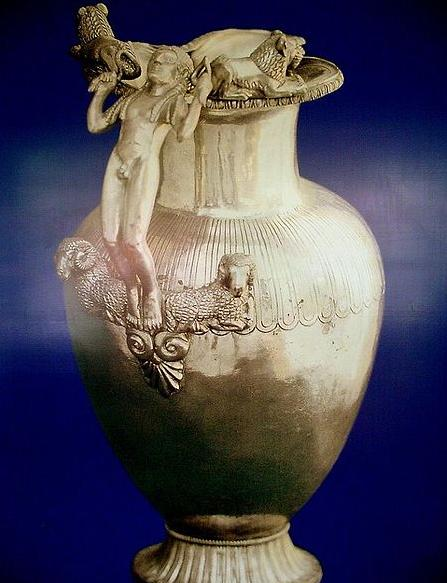
Karun kincsből származó kancsó, Uşak, Törökország, Régészeti Múzeum
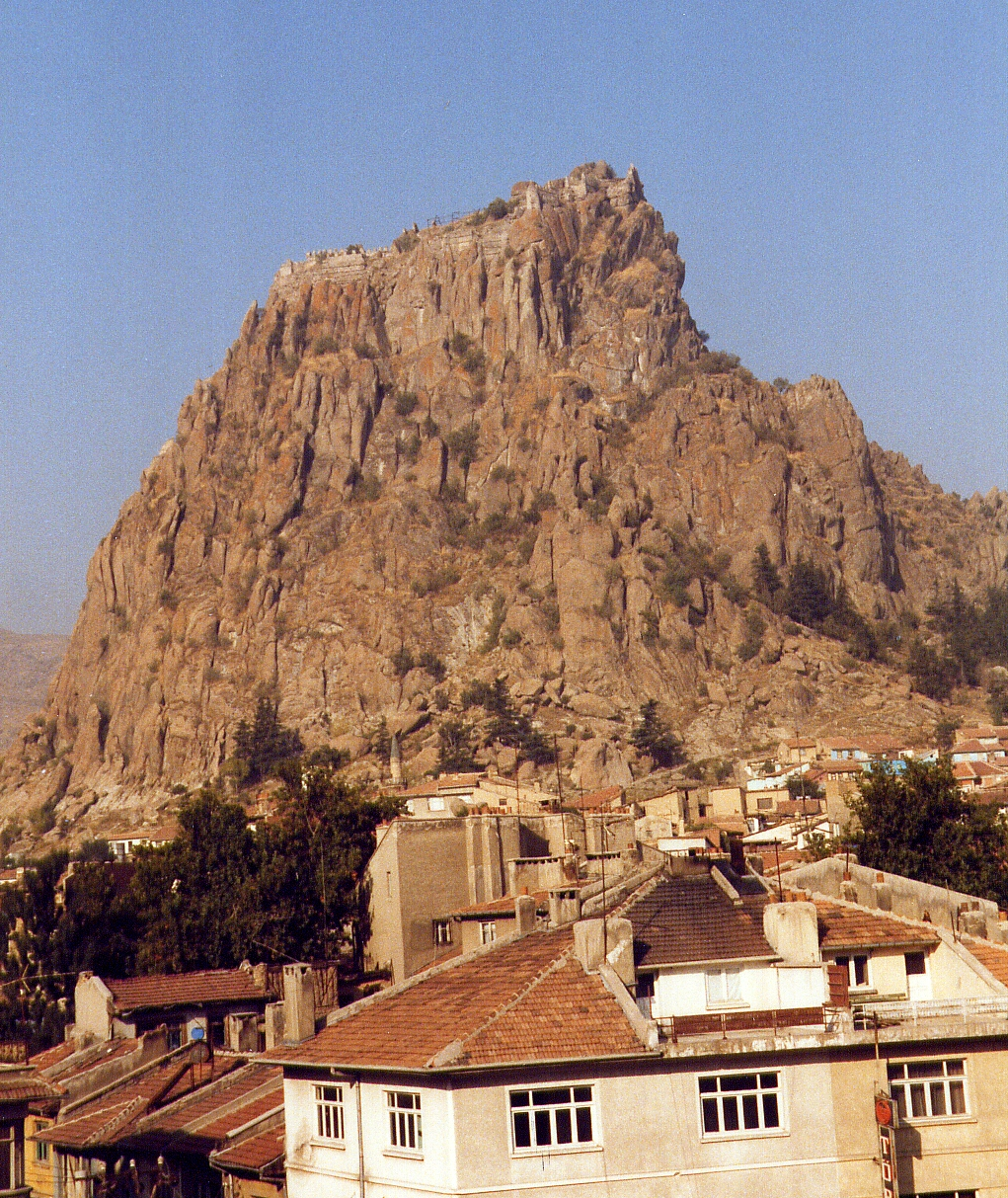
Az afyonkarahisari vár, épült: i. e. 1350 körül

## Fordítás
- Ez a szócikk részben vagy egészben  az   Evliya Çelebi Way című angol Wikipédia-szócikk fordításán alapul.  Az eredeti cikk szerkesztőit annak laptörténete sorolja fel. Ez a jelzés csupán a megfogalmazás eredetét és a szerzői jogokat jelzi, nem szolgál a cikkben szereplő információk forrásmegjelöléseként.